# Ігор Якубовський (боксер)
Ігор Якубовський (пол. Igor Jakubowski; 6 серпня 1992, Жори) — польський боксер, призер чемпіонату Європи серед аматорів.

## Аматорська кар'єра
Ігор Якубовський тричі був чемпіоном Польщі (2011, 2014, 2015).
2011 року на чемпіонаті світу в напівважкій вазі програв в другому бою. 2014 року став чемпіоном Євросоюзу у важкій вазі. На чемпіонаті Європи 2015 в Самокові завоював срібну медаль. На чемпіонаті світу 2015 в першому бою переміг Джахона Курбанова (Таджикистан), а в другому бою програв Геворгу Манукяну (Україна).
На Олімпійських іграх 2016 програв в першому бою Ловренсу Околі (Велика Британія).